# Koryfí (ort i Grekland, Thessalien)
Koryfí är en ort i Grekland.   Den ligger i prefekturen Trikala och regionen Thessalien, i den centrala delen av landet, 260 km nordväst om huvudstaden Aten. Koryfí ligger 715 meter över havet och antalet invånare är 134.
Terrängen runt Koryfí är bergig norrut, men söderut är den kuperad. Koryfí ligger nere i en dal. Runt Koryfí är det glesbefolkat, med 13 invånare per kvadratkilometer. Närmaste större samhälle är Theodóriana, 4,7 km väster om Koryfí. Trakten runt Koryfí består till största delen av jordbruksmark.